# Amtsbezirk Konolfingen
Der Amtsbezirk Konolfingen war bis zum 31. Dezember 2009 eine Verwaltungseinheit mit Hauptort Schlosswil im Schweizer Kanton Bern. Der Amtsbezirk umfasste 30 Gemeinden und hatte 57'573 Einwohner (Stand 31. Dezember 2008) auf 213,55 km².
Der Regierungsstatthalter residierte im Schloss Wil. 

## Gemeinden
| Name der Gemeinde          | Einwohner (31. Dez. 2008) | Fläche in km² | Einwohner pro km² |
| -------------------------- | ------------------------- | ------------- | ----------------- |
| Aeschlen bei Oberdiessbach | 301                       | 4,90          | 61                |
| Allmendingen               | 498                       | 3,81          | 131               |
| Arni (BE)                  | 975                       | 10,43         | 93                |
| Biglen                     | 1'740                     | 3,59          | 485               |
| Bleiken bei Oberdiessbach  | 377                       | 3,40          | 111               |
| Bowil                      | 1'381                     | 14,69         | 94                |
| Brenzikofen                | 555                       | 2,19          | 253               |
| Freimettigen               | 406                       | 2,96          | 137               |
| Grosshöchstetten           | 3'168                     | 3,47          | 913               |
| Häutligen                  | 231                       | 3,07          | 75                |
| Herbligen                  | 546                       | 2,76          | 198               |
| Kiesen                     | 789                       | 4,69          | 168               |
| Konolfingen                | 4'739                     | 12,77         | 371               |
| Landiswil                  | 641                       | 10,26         | 62                |
| Linden                     | 1'326                     | 13,23         | 100               |
| Mirchel                    | 536                       | 2,34          | 229               |
| Münsingen                  | 11'023                    | 8,50          | 1'297             |
| Niederhünigen              | 647                       | 5,42          | 119               |
| Oberdiessbach              | 2'880                     | 8,20          | 351               |
| Oberhünigen                | 344                       | 6,01          | 57                |
| Oberthal                   | 804                       | 10,54         | 76                |
| Oppligen                   | 641                       | 3,40          | 189               |
| Rubigen                    | 2'746                     | 6,92          | 397               |
| Schlosswil                 | 651                       | 3,46          | 188               |
| Tägertschi                 | 389                       | 3,62          | 107               |
| Trimstein                  | 480                       | 3,62          | 133               |
| Walkringen                 | 1'822                     | 17,21         | 106               |
| Wichtrach                  | 4'012                     | 11,60         | 346               |
| Worb                       | 11'359                    | 21,08         | 539               |
| Zäziwil                    | 1'566                     | 5,41          | 289               |
| Total (30)                 | 57'573                    | 213,55        | 270               |

## Veränderungen im Gemeindebestand

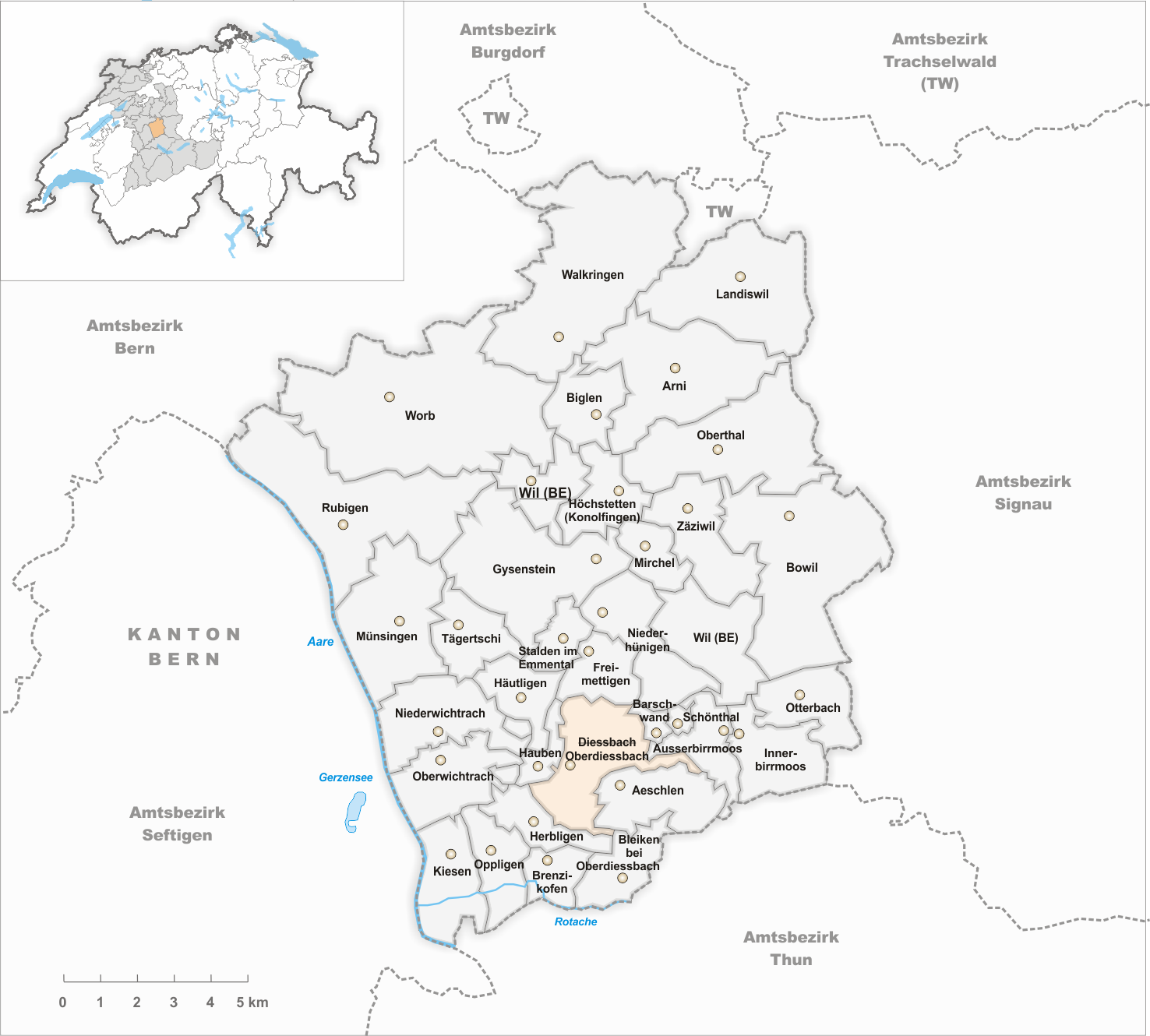
Gemeinden bis 1869
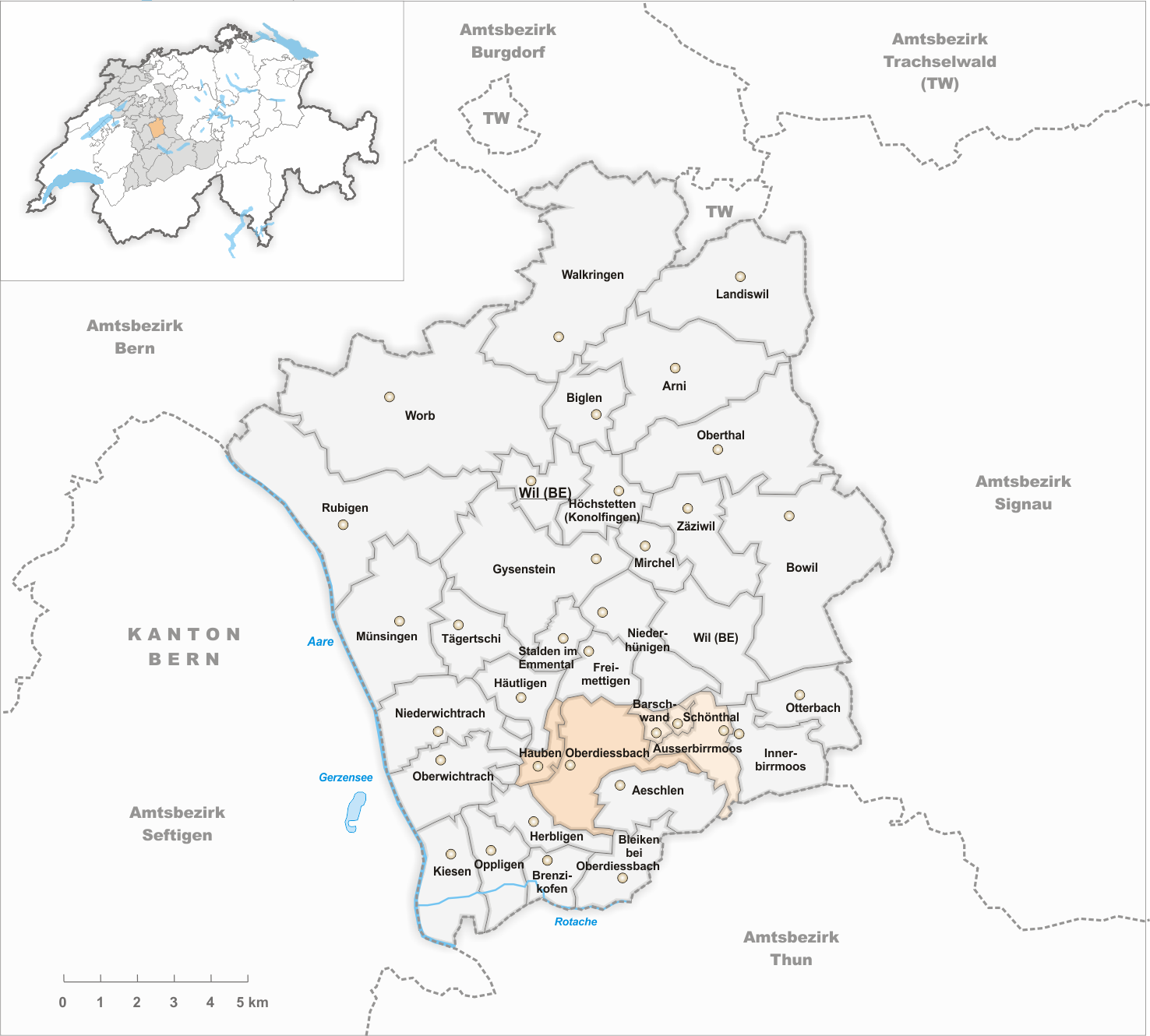
Gemeinden bis 1887
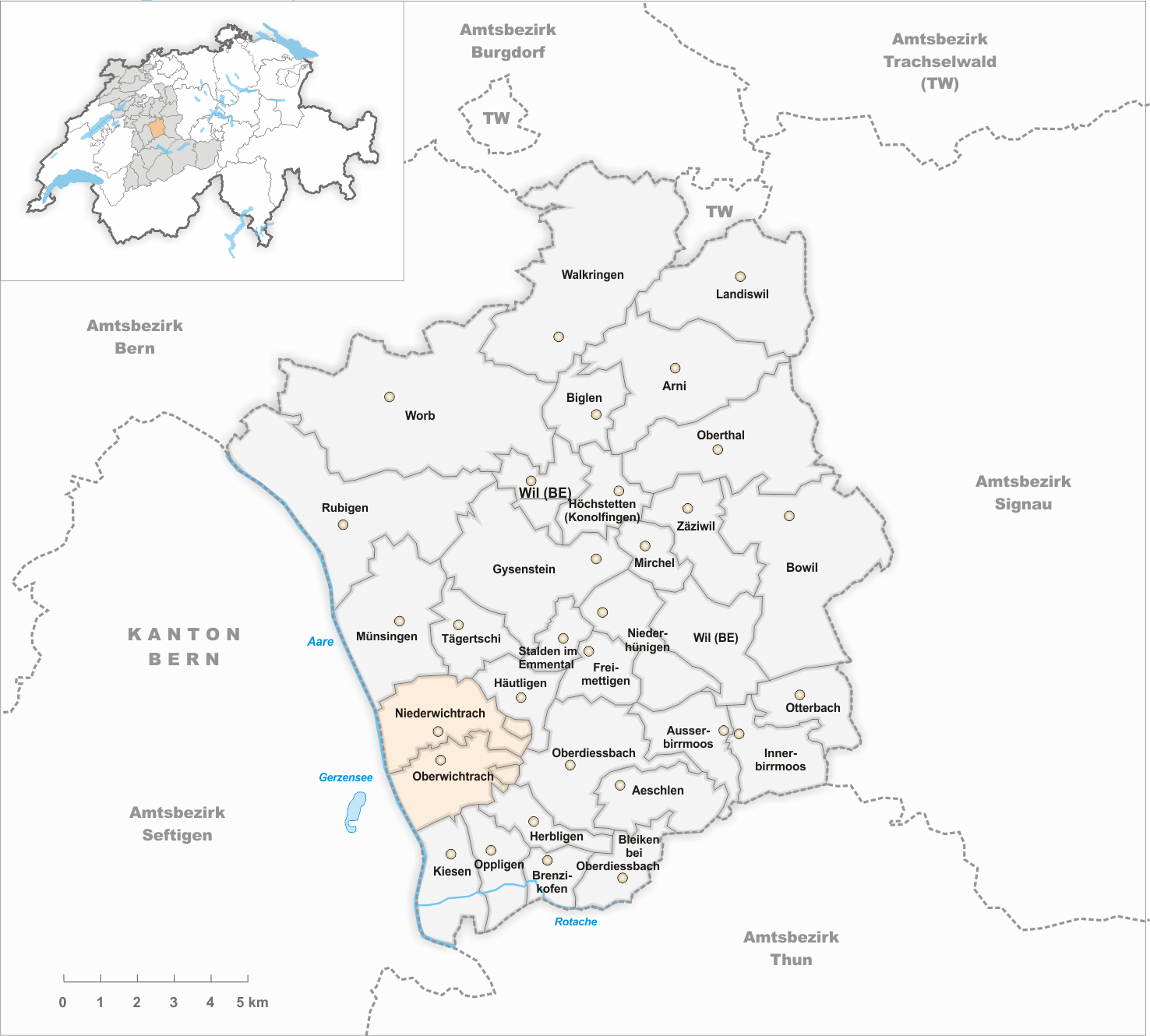
Gemeinden bis 1898
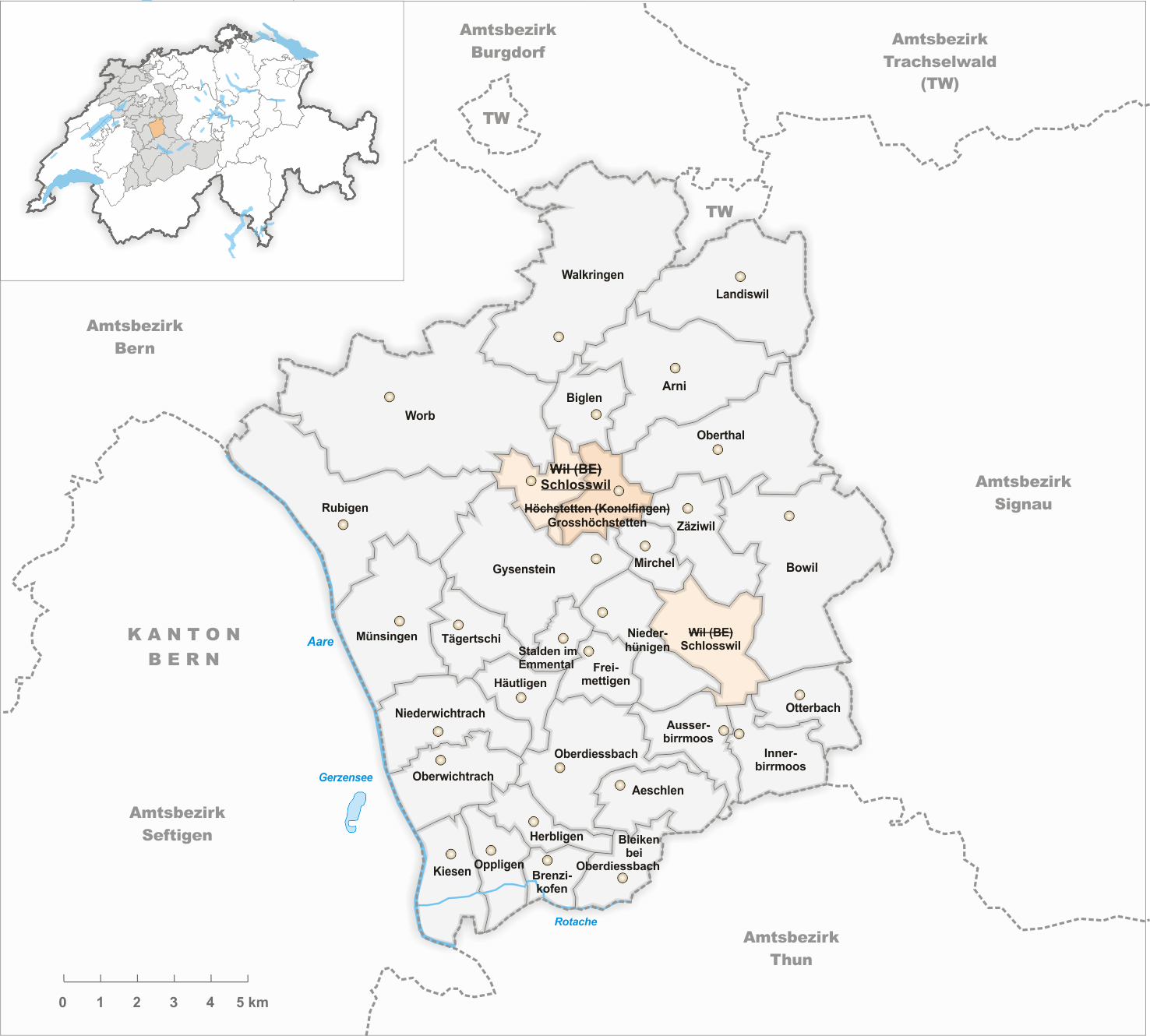
Gemeinden bis 1901
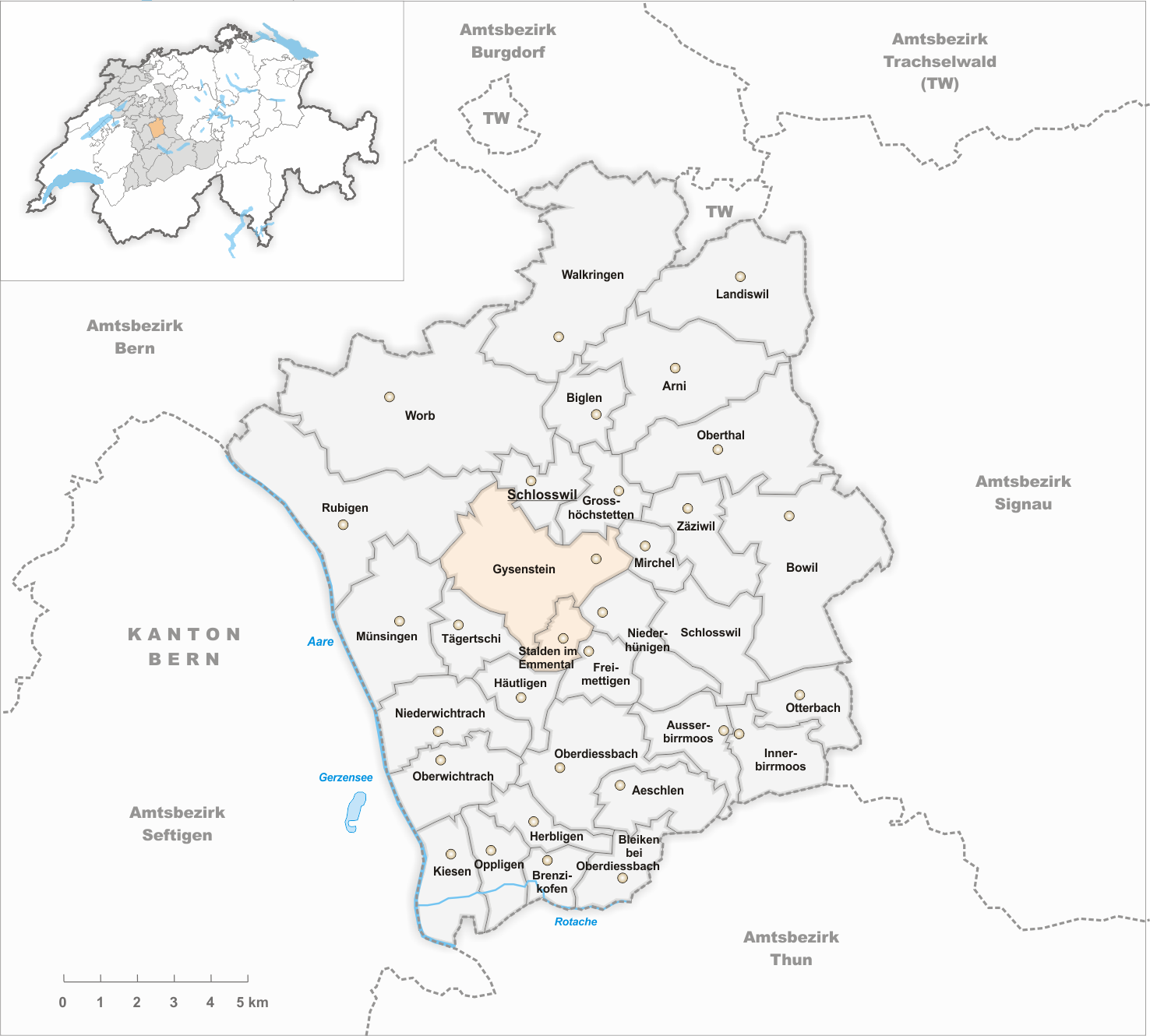
Gemeinden bis 1932
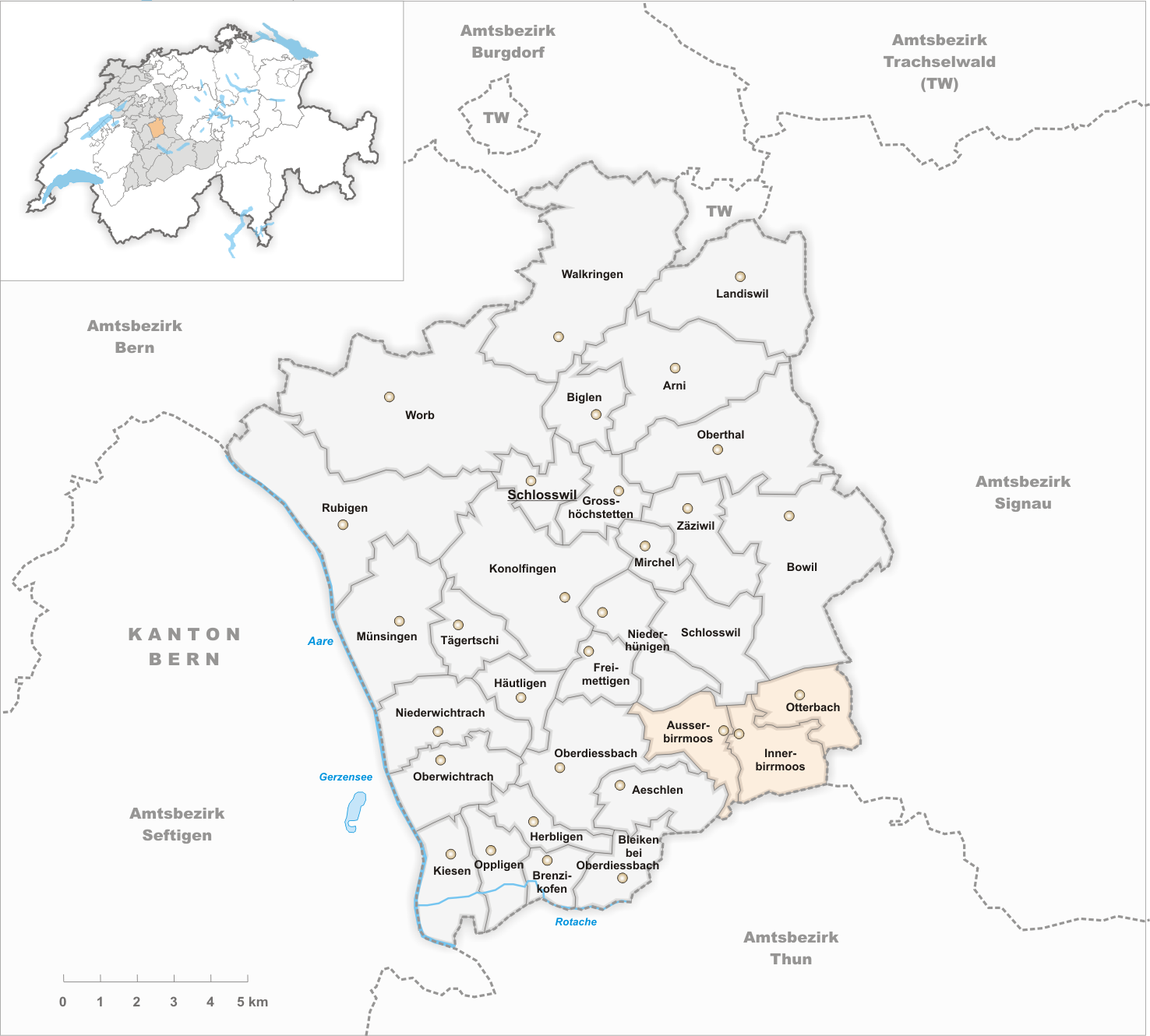
Gemeinden bis 1945
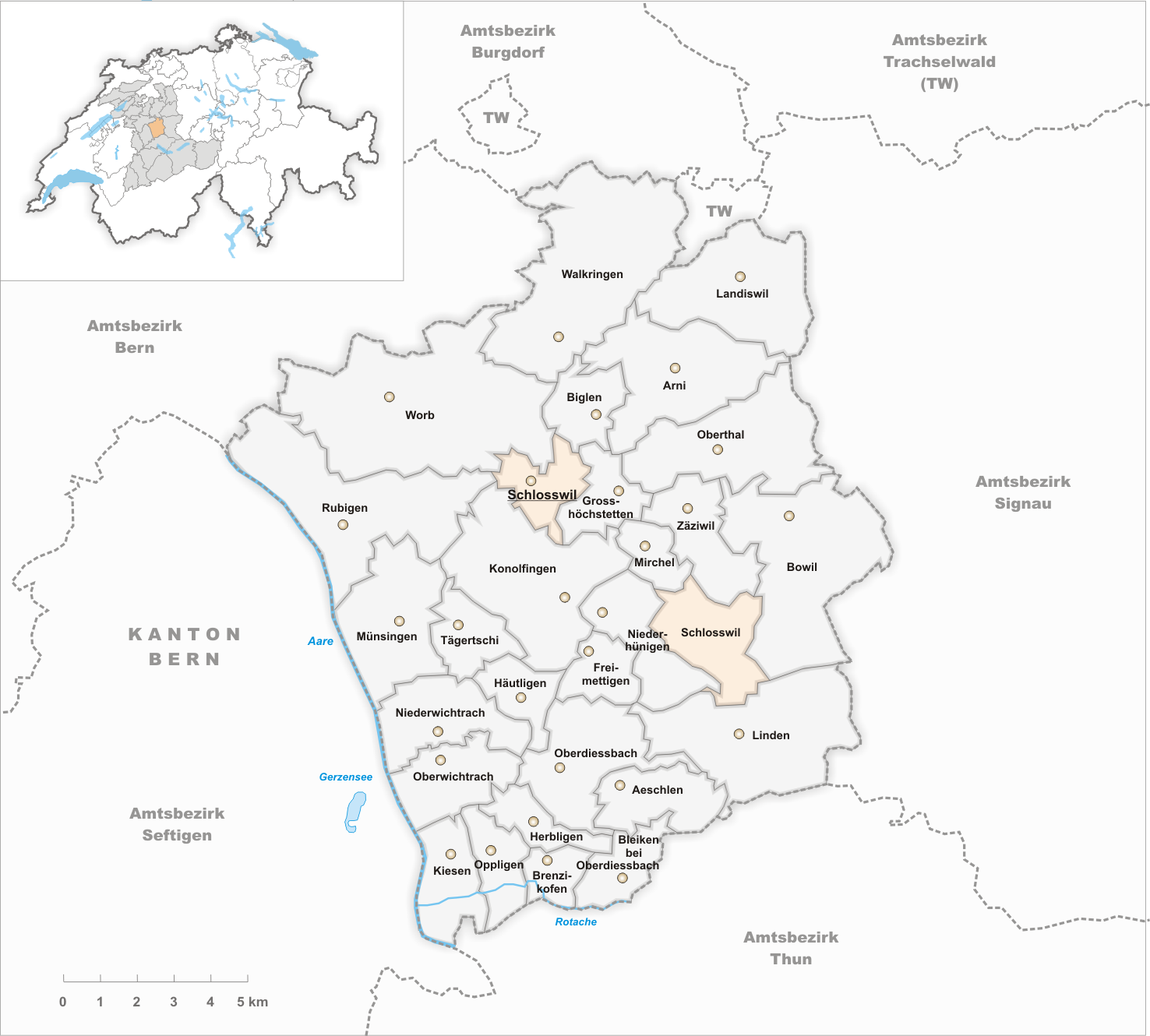
Gemeinden bis 1979
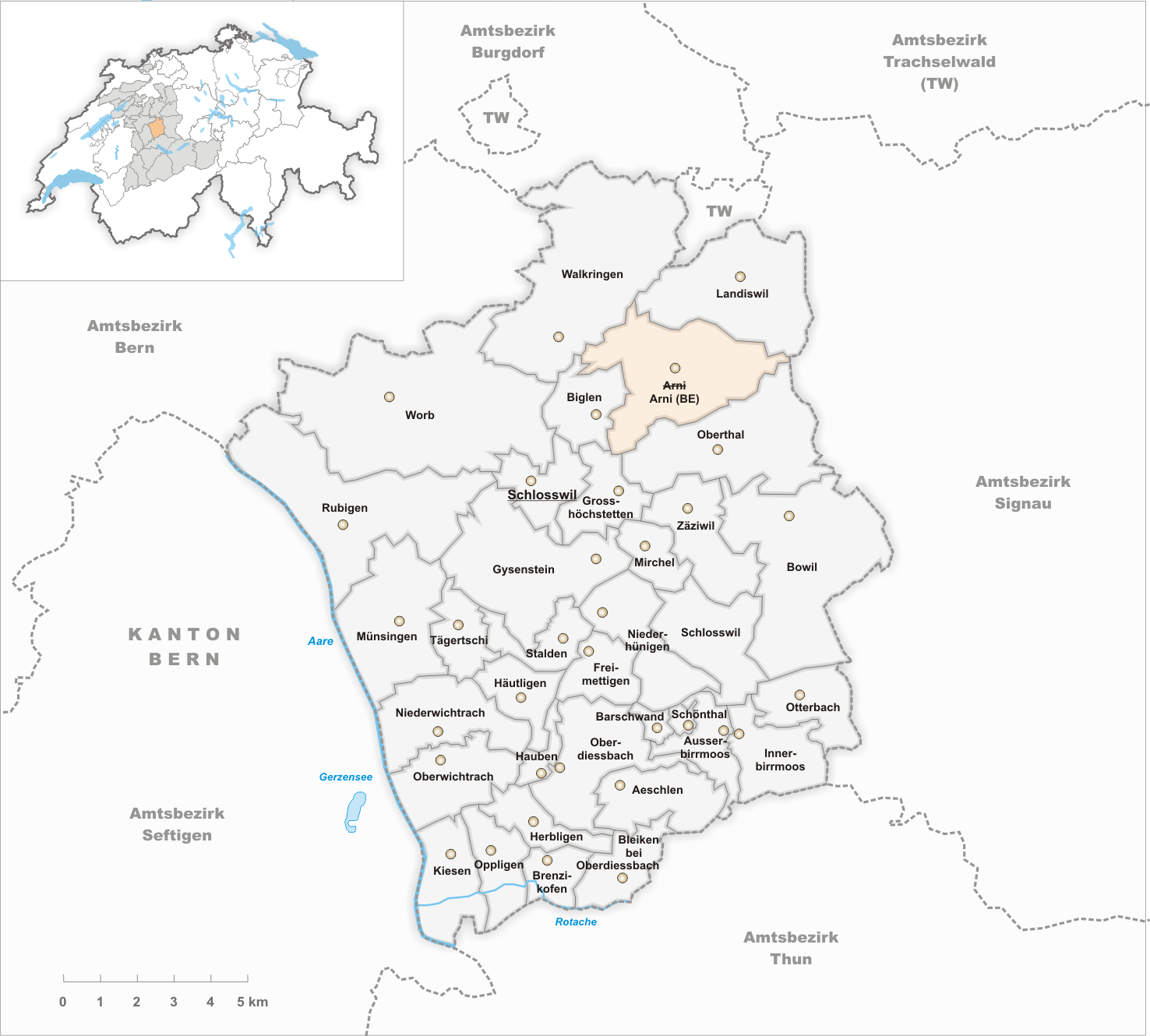
Gemeinden bis 1982
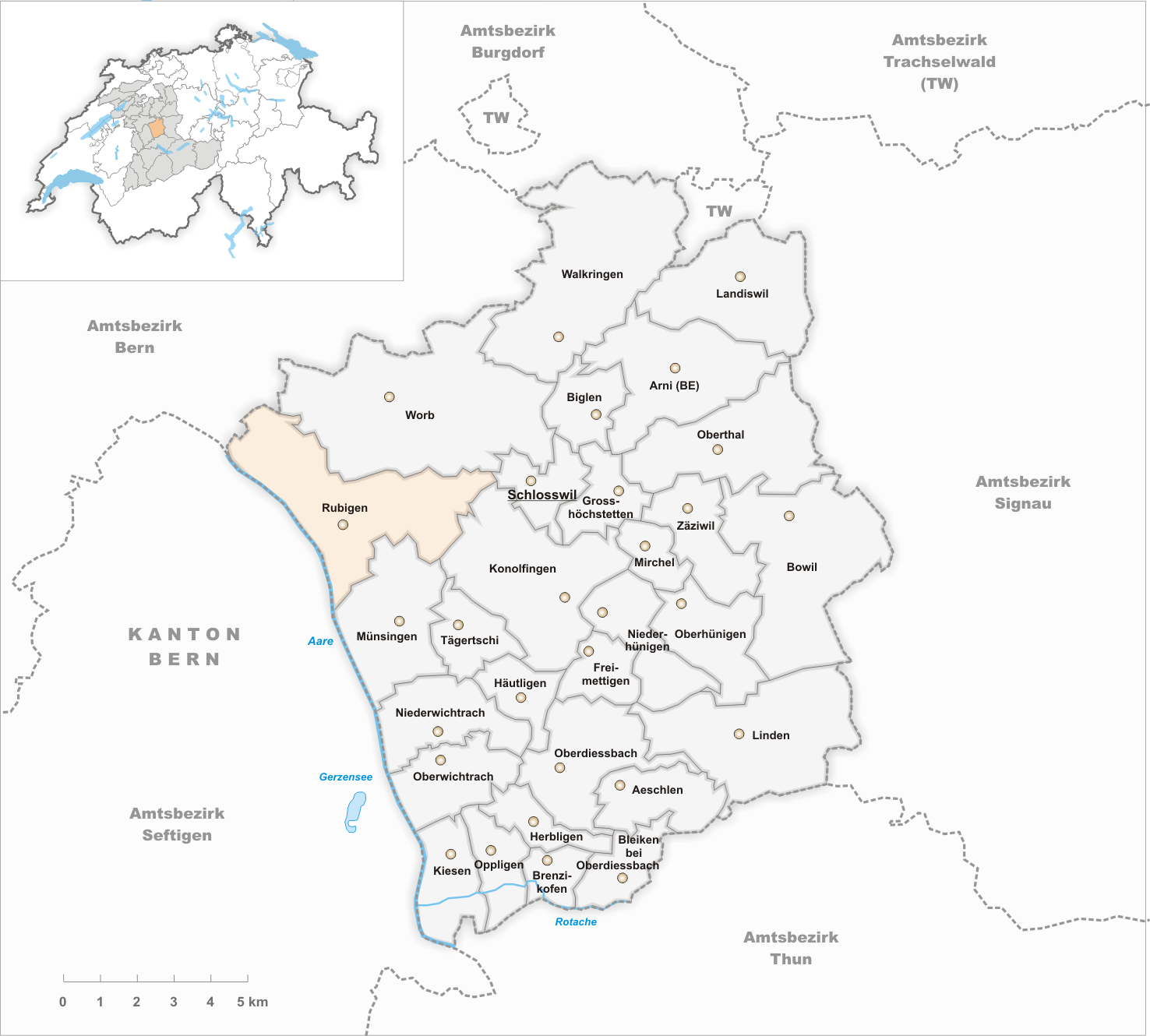
Gemeinden bis 1992
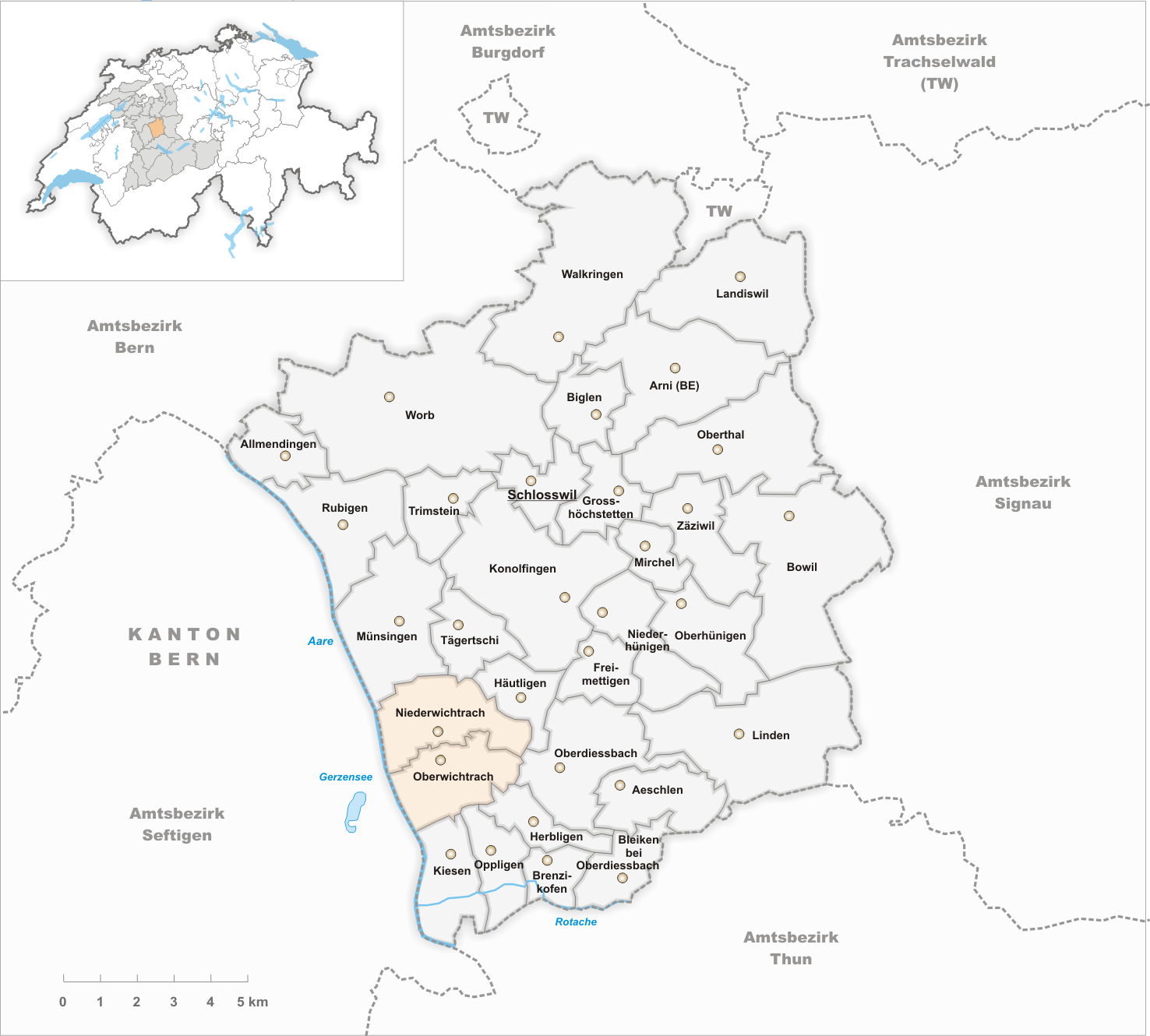
Gemeinden bis 2003
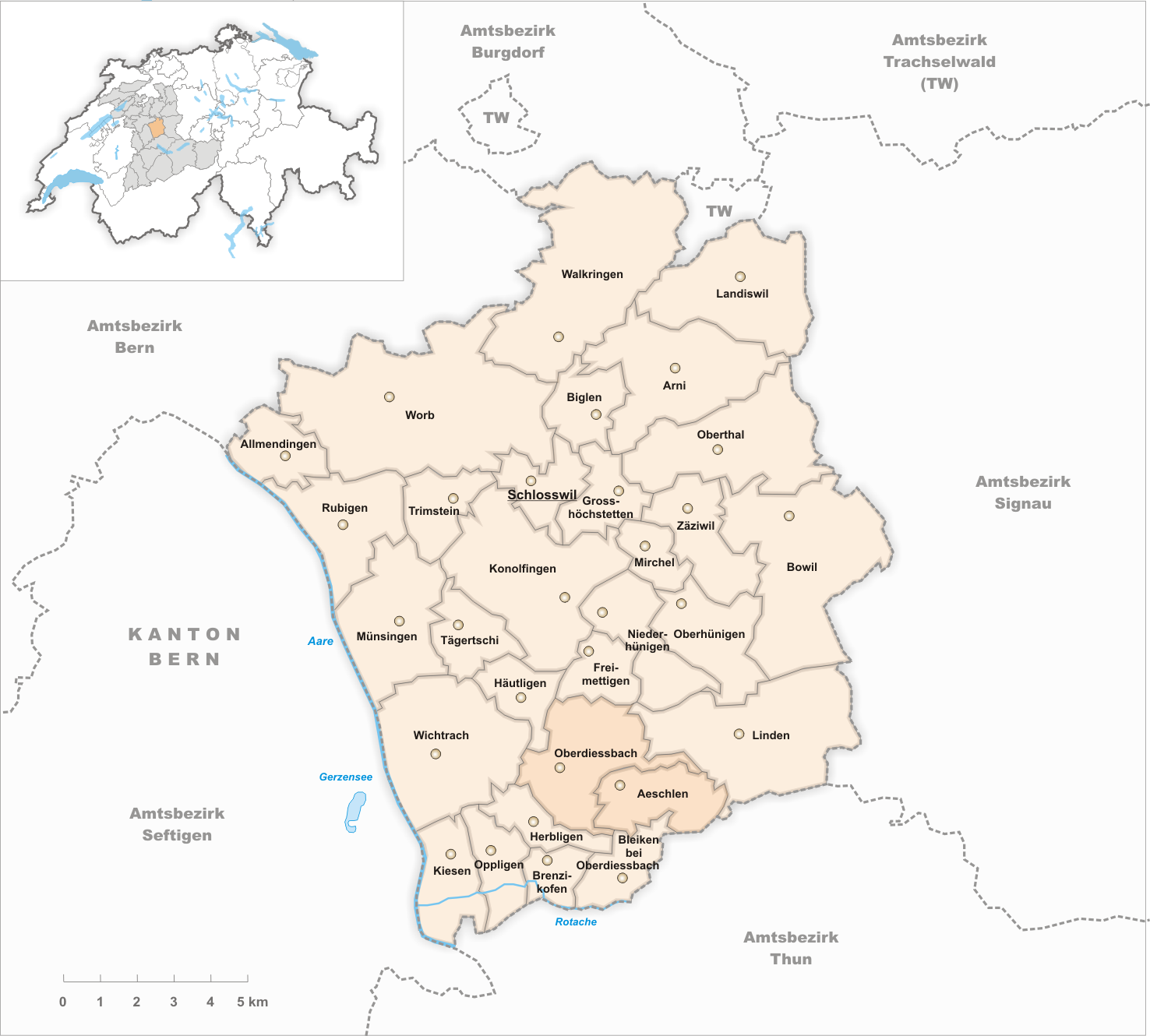
Gemeinden bis 2009

- 1870: Namensänderung von Diessbach → Oberdiessbach
- 1888: Fusion Ausserbirrmoos, Barschwand und Schönthal → Ausserbirrmoos
- 1888: Fusion Hauben und Oberdiessbach → Oberdiessbach
- 1899: Gebietsänderung von Niederwichtrach und Oberwichtrach
- 1902: Namensänderung von Höchstetten → Grosshöchstetten
- 1902: Namensänderung von Wil (BE) → Schlosswil
- 1933: Fusion Gysenstein und Stalden im Emmental → Konolfingen
- 1946: Fusion Ausserbirrmoos, Innerbirrmoos und Otterbach → Linden
- 1980: Abspaltung von Schlosswil → Oberhünigen
- 1983: Namensänderung von Arni → Arni (BE)
- 1993: Abspaltung von Rubigen → Allmendingen bei Bern und Trimstein
- 2004: Fusion Niederwichtrach und Oberwichtrach → Wichtrach
- 2010: Aeschlen bei Oberdiessbach und Oberdiessbach → Oberdiessbach
- 2010: Bezirkswechsel aller 30 Gemeinden vom Amtsbezirk Konolfingen → Verwaltungskreis Bern-Mittelland